# Fonds spécial des pensions des ouvriers des établissements industriels de l'État
Le Fonds spécial des pensions des ouvriers des établissements industriels de l'État (FSPOEIE) est un régime spécial de Sécurité sociale au sens des articles L.711-1 et R.711-1 du code de la sécurité sociale. Il a été créé par l'article 3 de la loi du 21 mars 1928 afin de créer un cadre commun à l’ensemble des ouvriers d’État. Le FSPOEIE assure la couverture des risques vieillesse et invalidité des ouvriers des établissements industriels de l’État.

## Particularité
La particularité de ce régime porte sur la nature même des établissements industriels de l'État employeurs et sur les modes de rémunération. Ces rémunérations sont basées sur les salaires horaires pratiqués dans l'industrie métallurgique privée et nationalisée de la région parisienne pour la majorité des ouvriers (96 %).

## Gestion
Par le décret no 65-836 du 24 septembre 1965, la gestion administrative, financière et comptable du fond a été confiée à la Caisse des dépôts et consignations. Cette gestion s'effectue sous l'autorité de ministre chargé des finances, représenté par la direction du budget.

## Financement
Les besoins de financement du FSPOEIE sont couverts par les retenues à la charge des ouvriers ainsi que par les contributions des établissements employeurs.
À sa création le taux de retenue pour pension a charge de l'ouvrier était de 6 % du salaire, il est passé à 7,85 % en 1991 et depuis un décret de 2010 ce taux va progresser annuellement pour rejoindre les 11,10 % en 2020.
| Année             | Taux    |
| ----------------- | ------- |
| 2015              | 9,54 %  |
| 2016              | 9,94 %  |
| 2017              | 10,29 % |
| 2018              | 10,56 % |
| 2019              | 10,83 % |
| À compter de 2020 | 11,10 % |

## Les cotisants
Au 31 décembre 2013 on dénombre 37 108 cotisants répartis comme suit :
- Ministère de la Défense 27 710 (74,7 %)
- Équipement, logement et transport 7 305 (19,7 %)
- Ministère de l'Économie et des Finances 735
- Ministère de l'Intérieur 960
- Autres ministères 398

## Les pensionnés
Au 31 décembre 2013, le fonds compte 101 784 pensionnés et 2 336 pensions payées sous avances.